# Сумпанго-дель-Рио
Сумпанго-дель-Рио (исп. Zumpango del Río) — город и административный центр муниципалитета Эдуардо-Нери в мексиканском штате Герреро. Численность населения, по данным переписи 2010 года, составила 24 719 человек.

## Название
Название Zumpango происходит из языка науатль и его можно перевести как частокол для черепов жертв.